# Női gerendagyakorlat a 2013-as nyári universiadén
A 2013-as nyári universiadén a torna női gerendagyakorlat versenyszámát július 10-én rendezték. Böczögő Dorina a selejtezőben elért eredményével a 10. helyen végzett.

## Eredmények
A finálé eredménye:
| # | tornász           | ország            | D érték | E érték | büntető | össz.  |
| - | ----------------- | ----------------- | ------- | ------- | ------- | ------ |
|   | Csang Je-lince    | Kína (CHN)        | 6,600   | 8,550   |         | 15,150 |
|   | Alija Musztafina  | Oroszország (RUS) | 6,100   | 8,425   |         | 14,525 |
|   | Elsabeth Black    | Kanada (CAN)      | 6,000   | 8,400   |         | 14,400 |
| 4 | Pak Sin Hyang     | Észak-Korea (PRK) | 5,700   | 8,275   |         | 13,975 |
| 5 | Anna Gyementyjeva | Oroszország (RUS) | 6,100   | 7,625   |         | 13,725 |
| 6 | Pia Tolle         | Németország (GER) | 4,900   | 8,400   |         | 13,300 |
| 7 | Noda Szakura      | Japán (JPN)       | 5,700   | 7,400   |         | 13,100 |
| 8 | Minobe Jú         | Japán (JPN)       | 6,000   | 6,550   |         | 12,550 |